# Thurston Home Farm
Die Thurston Home Farm ist ein ehemaliger Gutshof nahe der schottischen Ortschaft Innerwick in der Council Area East Lothian. 1989 wurden die Gebäude in die schottischen Denkmallisten in der höchsten Kategorie A aufgenommen.

## Geschichte
Die Thurston Home Farm wurde als Gutshof des zwischenzeitlich abgebrochenen Herrenhauses Thurston House erbaut. Als Architekt fungierte möglicherweise Hunter, der auch Bücher über neue Entwicklungen in der Landwirtschaft verfasste, in Zusammenarbeit mit Robert Bell. Die Baugeschichte lässt sich in drei Phasen einteilen. Die Hauptgebäude entstanden zwischen 1844 und 1853. Es folgten die Stallungen die zwischen 1853 und 1894 errichtet wurden. Weitere Außengebäude wurden zwischen 1907 und 1944 hinzugefügt. Im Laufe des 20. Jahrhunderts wurde der Bauernhof zu reinen Wohngebäuden umgenutzt. Er gilt als guterhaltenes Beispiel für einen modernen Großbauernhof des 19. Jahrhunderts.

## Beschreibung
Der Bauernhof liegt unweit der A1 rund 800 m nordwestlich von Innerwick. Der Komplex besitzt einen quadratischen Grundriss, der mit Ausnahme von zwei Zufahrten an der Südwestseite vollständig von Gebäuden umschlossen ist. Die Gebäude sind funktionell angeordnet. Das Mauerwerk besteht aus rotem Sandstein, der zu Quadern behauen wurde. Neben Stallungen und Scheunen sind verschiedene Wagenschuppen sowie eine Mühle vorhanden.